# Сандзянска равнина
Сандзянската равнина (Амуро-Сунгарийска низина) (на китайски: 三江平原; на пинин: Sānjiāng Píngyuán) e обширна низина в Североизточен Китай, в провинция Хъйлундзян. Простира се от югозапад на североизток на протежение около 400 km и ширина 120 – 160 km, между река Амур на север, десните ѝ притоци Сунгари на запад и Усури на изток и езерото Ханка на юг. Разположена е на мястото на тектонско пропадане, запълнено с речни наноси. Над плоската, силно заблатена повърхност се издигат ниски островни възвишения с височина до 627 m. По време на  речното пълноводие, обусловено от летните мусони и есенните тайфуни, значителна част от Сандзянската равнина се залива от вода. Най-голяма река течаща през нея е Наолихъ (ляв приток на Усури). Покрита е с иглолистни и широколистни (т.н.усурийска тайга) гори. Има и участъци с ливадни степи.